# Famille de Montaigu
 (septembre 2023).
Si vous disposez d'ouvrages ou d'articles de référence ou si vous connaissez des sites web de qualité traitant du thème abordé ici, merci de compléter l'article en donnant les références utiles à sa vérifiabilité et en les liant à la section « Notes et références ».
Pour les articles homonymes, voir Montaigu.
Pour l’article ayant un titre homophone, voir de Montaigut et de Montaigu.
La famille de Montaigu (anciennement Montacute), originaire de la région de Coutances en Basse-Normandie, plus précisément dans la paroisse de Montaigu-les-Bois, fait partie des familles baronniales anglo-normandes implantées en Angleterre après la conquête normande.
Les frères Drogon et Ansger reçoivent des terres en Angleterre ; ils sont à l'origine des branches anglaises. Nous les retrouverons plus tard dans le Domesday's Book sous les noms de Drogo de Montagud et Ansgerus de Montagud (1086) et propriétaires respectivement de Knowle et de Preston, dans le nord du pays.